# Cornulum clathriata
Cornulum clathriata är en svampdjursart som först beskrevs av Koltun 1955.  Cornulum clathriata ingår i släktet Cornulum och familjen Acarnidae. Inga underarter finns listade i Catalogue of Life.